# Macteola
Macteola é um gênero de gastrópodes pertencente a família Mangeliidae.

## Espécies
- Macteola anomala (Angas, 1877)
- Macteola biconica Stahlschmidt, Poppe & Tagaro, 2015
- Macteola chinoi Stahlschmidt, Fraussen & Kilburn, 2012
- Macteola interrupta (Reeve, 1846)
- Macteola miresculpta (Bozzetti, 2020)
- Macteola theskela (Melvill & Standen, 1895)

Espécies trazidas para a sinonímia
- Macteola bella W.H. Pease, 1860: sinônimo de Macteola interrupta (L.A. Reeve, 1846)
- Macteola cinctura C. Hedley, 1922: sinônimo de Macteola segesta cinctura C. Hedley, 1922
- Macteola gemmulata G.P. Deshayes, 1863: sinônimo de Macteola interrupta (L.A. Reeve, 1846)
- Macteola sandersonae (Bucknill, 1927): sinônimo de Neoguraleus sandersonae (Bucknill, 1927)
- Macteola segesta (Duclos, 1850): sinônimo de Macteola interrupta (Reeve, 1846)